# Telothyria costalis
Telothyria costalis là một loài ruồi trong họ Tachinidae.